# Aeroportul Cat Cay
Aeroportul Cat Cay (IATA: CXY, ICAO: MYCC) este un aeroport din Bahamas ce deservește zona Cat Cays⁠(d).
Situat la o altitudine de 0 m, aeroportul dispune de o singură pistă.